# 三山木村
三山木村（みやまきむら）は、京都府綴喜郡にあった村。現在の京田辺市にあたる。

## 地理
- 河川：木津川

## 歴史
- 1889年（明治22年）4月1日 - 町村制の施行により、三山木村・宮津村の区域をもって発足。
- 1951年（昭和26年）4月1日 - 田辺町に編入。同日三山木村廃止。

## 交通

### 鉄道路線
- 奈良電気鉄道（現・近畿日本鉄道）
  - 本線（現・近鉄京都線）
    - 三山木駅

上記のほか、現在は旧村域に近鉄京都線の近鉄宮津駅が所在。また、現在は旧村域にJR片町線の同志社前駅・JR三山木駅（1952年の開業時は上田辺駅）が所在するが、当時は未開業。

### 道路
- 指定府道田辺木津線

現在は旧村域を京奈和自動車道が通過するが、当時は未開通。